# Alkiphron
Alkiphron (griechisch Ἀλκίφρων Alkíphrōn) war ein griechischer Rhetor und Sophist des 2. Jahrhunderts n. Chr. Wie sein Zeitgenosse Lukian war er ein Vertreter der sogenannten zweiten Sophistik („griechische Renaissance“). Vermutlich angeregt durch die Hetärengespräche Lukians verfasste er eine Sammlung fiktiver Briefe, von denen 124 (118 vollständig und 6 fragmentarisch) publiziert worden sind. Sie sind in reinstem attischem Dialekt verfasst und werden als Stilvorbilder betrachtet. Die fingierten Verfasser sind attische Fischer, Bauern, Parasiten und Hetären. Das Werk liefert so einen Einblick in das griechische Leben der damaligen Zeit und ist damit eine wertvolle Quelle für die Kenntnis des griechischen Privatlebens. Zugrunde lagen seinen Briefen mehrfach Figuren der Komödien des Menandros.

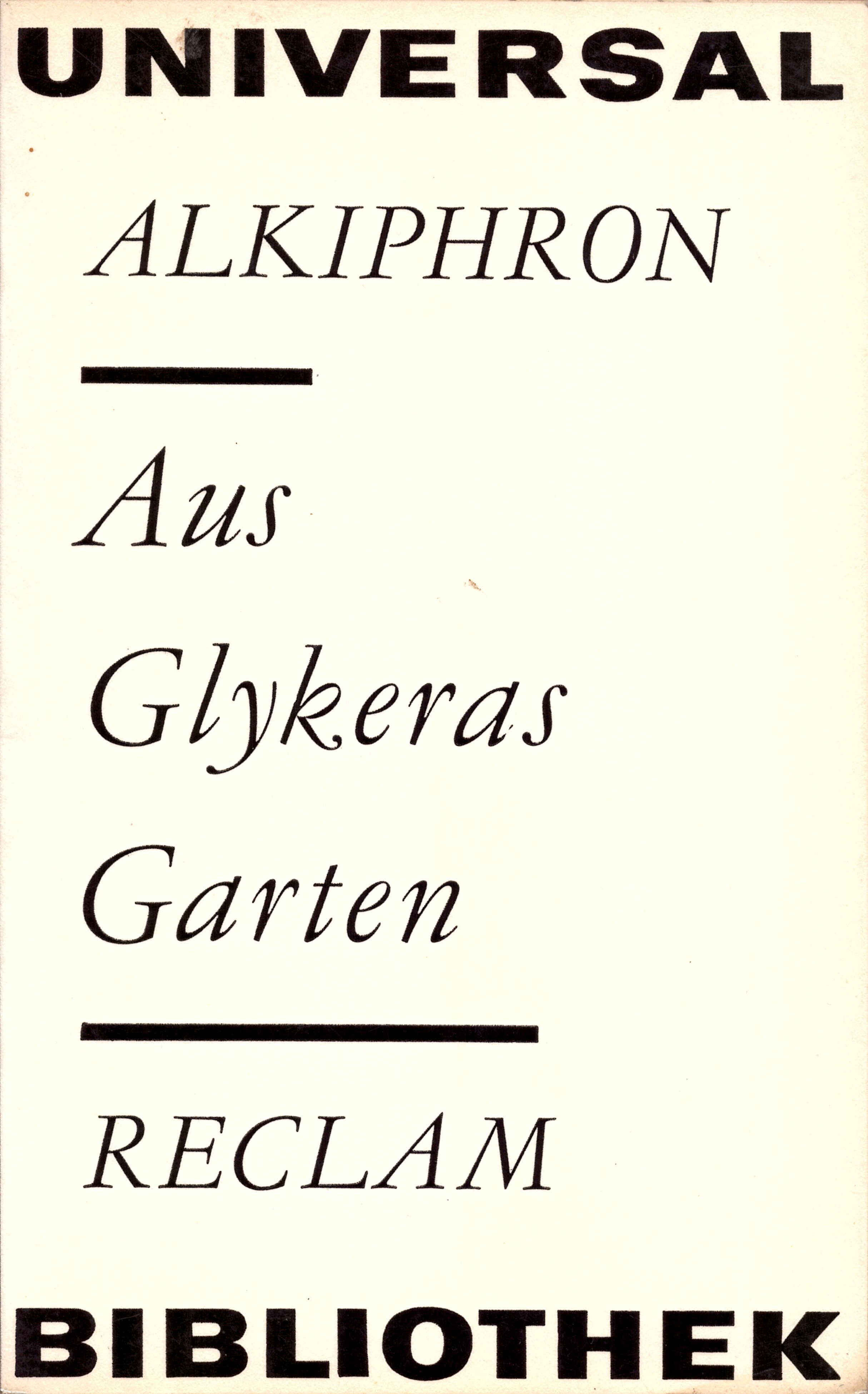
RUB-Nr. 55, Reclam Leipzig 1972

## Ausgaben
- Editio princeps: Aldus Manutius: Collectio epistolarum graecarum (44 Briefe) (Venedig 1499)
- Stephan Bergler (Leipzig 1715)
- August Meineke (Leipzig 1853)
- Ernst Eduard Seiler (Leipzig 1853)
- Rudolf Hercher (Epistolographi graeci, Paris 1873)
- Menno A. Schepers (Leipzig 1905) Volltext

## Übersetzungen
- Lukian, Alkiphron, Aristainetos: Hetären. Gespräche, Briefe, Epigramme. München: Goldmann. 1958 (übertragen von Wilhelm Plankl)
- Alkiphron: Aus Glykeras Garten (Briefe von Fischern, Bauern, Parasiten und Hetären), übertragen von Kurt Treu, Reclam Leipzig 1972 (RUB-Nr. 55 DNB 800265912)
- Alkiphron: Hetärenbriefe, Hrsg. Wilhelm Plankl, Sammlung Tusculum
- Englische Übersetzung von Monro und Beloe (1791)
- Englische Übersetzung in der Loeb Classical Library (L383: Alciphron, Aelian, and Philostratus: The Letters)